# Friedrich Rosengarth
Friedrich Rosengarth (* 1885; † 9. August 1977 in Bergisch Gladbach) war ein deutscher Erfinder und Techniker; er wird auch als „Glaswolle-Pionier“ bezeichnet.

## Leben
Schon in jungen Jahren machte Rosengarth Erfindungen. So entwickelte er beispielsweise eine Hundebürstemaschine für seinen kleinen Hund, einen Foxterrier, mit dem er regelmäßig spazieren ging. Dazu hatte er einen niedrigen Tunnel aus Drahtgeflecht gebaut, in dem oben, unten und an den Seiten Bürsten hingen. Dieser Tunnel mündete in einen Zwinger, in dem ein Stück Wurst hing, das den Hund veranlasste, durch den Tunnel in den Zwinger zu laufen.
Um 1926 war Rosengarth als technischer Angestellter bei der Glas- und Spiegel-Manufactur AG Gelsenkirchen Schalke beschäftigt. In dieser Zeit absolvierte er auch eine Technikerausbildung an einer Abendfachschule. In den Jahren 1928/29 beobachtete er zufällig auf der Bergisch Gladbacher Kirmes die Herstellung von Zuckerwatte aus Türkischem Honig auf einem rotierenden Teller im Schleuderverfahren. Das brachte ihn auf die Idee, mit Glas als Ausgangsmaterial und einem ähnlichen Schleuderverfahren Glaswatte für Isolierzwecke herzustellen. Die ersten primitiven Versuche machte er zusammen mit seinem Bruder im Keller seines Hauses, indem er Kolophonium schmolz und mittels einer Scheibe, die von einem Staubsaugermotor angetrieben wurde, zu Fäden auseinanderschleuderte. Das Ergebnis war so zufriedenstellend, dass er weiter experimentierte.
Mit den Inhabern der Bergisch Gladbacher Maschinenfabrik Hager & Weidmann AG Fritz und Julius Hager baute er den ersten kleinen Ofen, in dem er Flaschenscherben schmolz und durch einen Trichter auf eine rotierende Scheibe fallen ließ. Das war die Geburtsstunde der Glaswatte im Schleuderverfahren. Nach einiger Zeit war das Verfahren so ausgereift, dass er zusammen mit den Brüdern Hager ein Patent darauf anmelden wollte. Ihnen fehlte aber das Kapital für eine Patentanmeldung. So kam es, dass man die Rechte am 15. Oktober 1931 für ein Verfahren zum Herstellen von Fasern oder Gespinsten aus Glas, Schlacke und ähnlichen in der Hitze plastischen Stoffen (damals kurz Glasseide genannt) an die holländische Firma Maatschappij tot Beheer en Exploitatie van Octoien N.V. in den Haag abtrat. An dieser Patentverwertungsgesellschaft war die Fa. Saint Gobain beteiligt. Die Erfindung wurde 1930 in Deutschland unter der Nummer 539738 patentiert. Der Tag der Bekanntmachung  über die Erteilung des Patents für tot Beheer war der 26. November 1931. Der Erfinder wurde dabei allerdings nicht erwähnt.
Sodann gründete Rosengarth als Glastechniker zusammen mit den Hager-Brüdern die Firma Glas-Seide-Industrie-GmbH in Bergisch Gladbach, die Glasfasern im Schleuderverfahren unter der Bezeichnung Glaswatte herstellte. In diesem Unternehmen war er als Mitbegründer und technischer Leiter bis 1955 tätig. Das Verfahren wurde nach dem Unternehmen, bei dem Rosengarth zuerst beschäftigt war, als Hager-Verfahren benannt. Aus dem ursprünglich vergleichsweise kleinen Betrieb Glasseide-Industrie-GmbH entwickelte sich ein Unternehmen, dessen Mutterkonzern Saint-Gobain Weltmarktführer wurde. 1972 fusionierte man über die Glaswatte GmbH und die Glasfaser GmbH, Bergisch Gladbach bzw. Aachen im Jahr 1972 zur Firma Grünzweig+Hartmann und Glasfaser AG. Im Jahr 2000 wurde das Unternehmen in Saint-Gobain ISOVER G+H AG mit Sitz in Ludwigshafen am Rhein umbenannt. Gleichzeitig wurde als neues Produktlogo ISOVER festgelegt.
Zur Erinnerung an Rosengarth wurde ihm von der Stadt Bergisch Gladbach im Stadtteil Moitzfeld die Friedrich-Rosengarth-Straße gewidmet.